# Liatongus mergacerus
Liatongus mergacerus là một loài bọ cánh cứng trong họ Bọ hung (Scarabaeidae).